# New London Ledge Light
New London Ledge Light es un faro situado en la desembocadura del río Támesis en Connecticut, entre las localidades de New London y Groton. Fue construido en 1909 al estilo Segundo Imperio y fue automatizado en 1987. En 1990, fue inscrito al Registro Nacional de Lugares Históricos. El faro es propiedad y está mantenido por la Sociedad Marítima de New London, como parte del programa de la Ley Nacional de Preservación de Faros Históricos.

## Historia
El faro de New London Ledge fue construido en 1909 al suroeste en la desembocadura del puerto de New London. Originalmente se llamaba Southwest Ledge Light, pero esto generaba confusión con el Southwest Ledge Light en New Haven, también en Connecticut, por lo que pasó a llamarse New London Ledge Light en 1910. La Guardia Costera de los Estados Unidos asumió el control en 1939 tras su fusión con el Servicio de Faros, y la luz del faro se automatizó en 1987. Se quitó la lente de Fresnel original, exhibida actualmente en el museo New London Customhouse. Se agregó al Registro Nacional de Lugares Históricos en el año 1990.

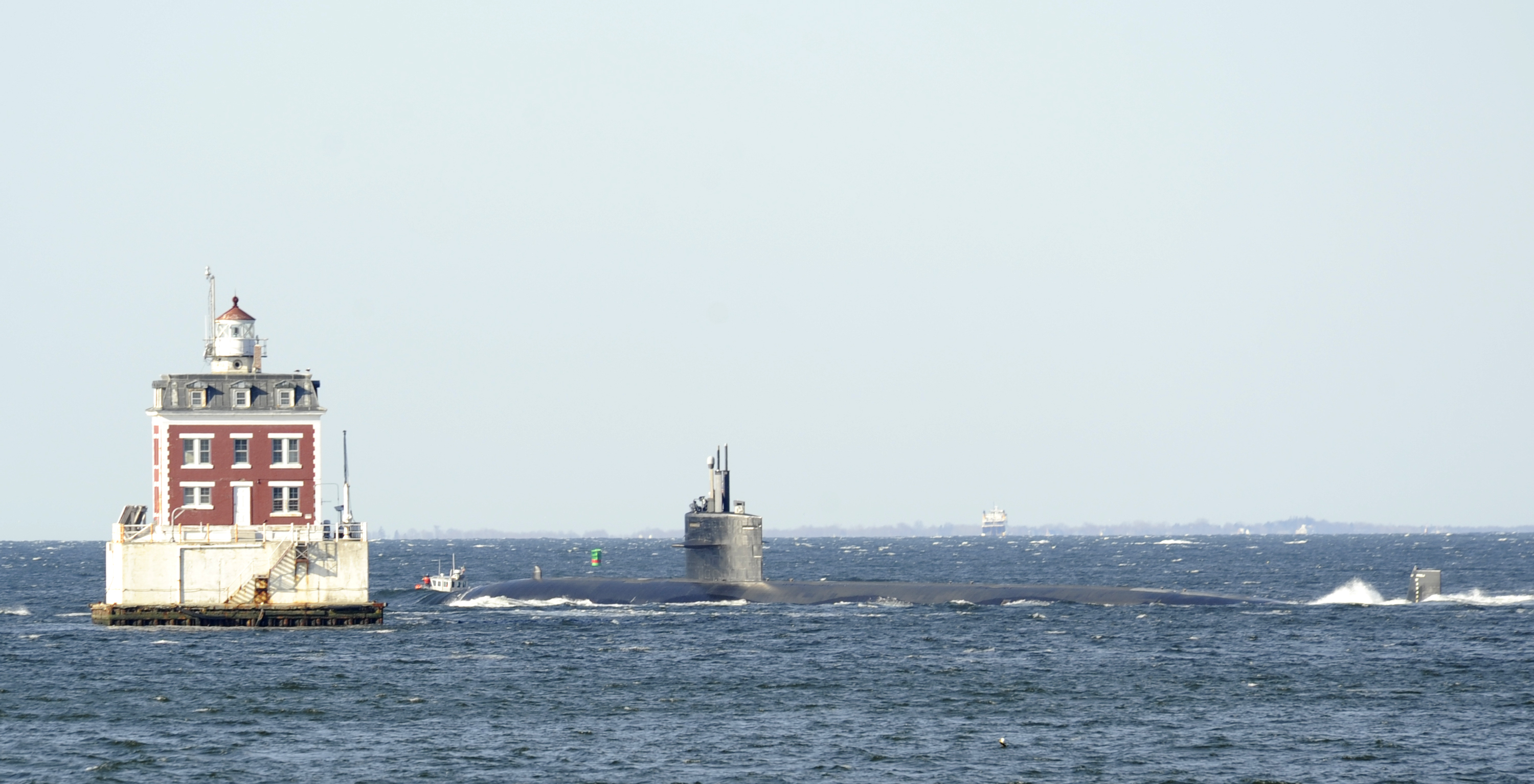
El submarino U.S.S. Memphis pasa delante del faro en 2011.

## Leyenda
Según varias leyendas locales, el New London Ledge Light está maldito después de que un guardián del faro se suicidase al arrojarse desde lo alto. Desde entonces, ha sido objeto de investigación de varios reality shows de temática paranormal como Scariest Places on Earth y Ghost Hunters. Los investigadores de The Atlantic Paranormal Society concluyeron sobre Ghost Hunters que no había evidencia suficiente para determinar si se estaba produciendo algún fenómeno paranormal en el faro, a pesar de algunos sucesos inexplicables como algunos cold spots («puntos fríos»).

## Galería

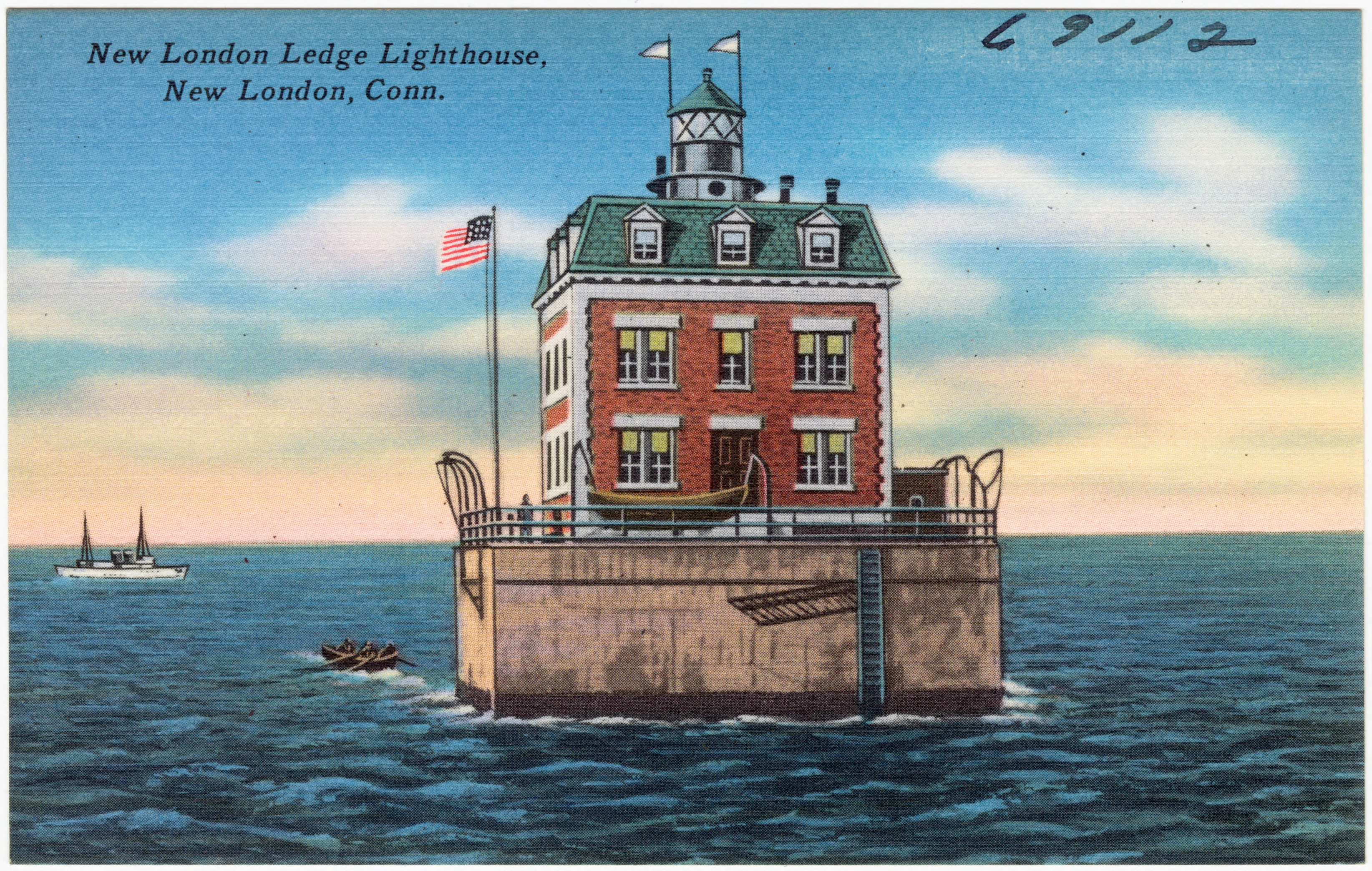
Postal, c. 1930-45
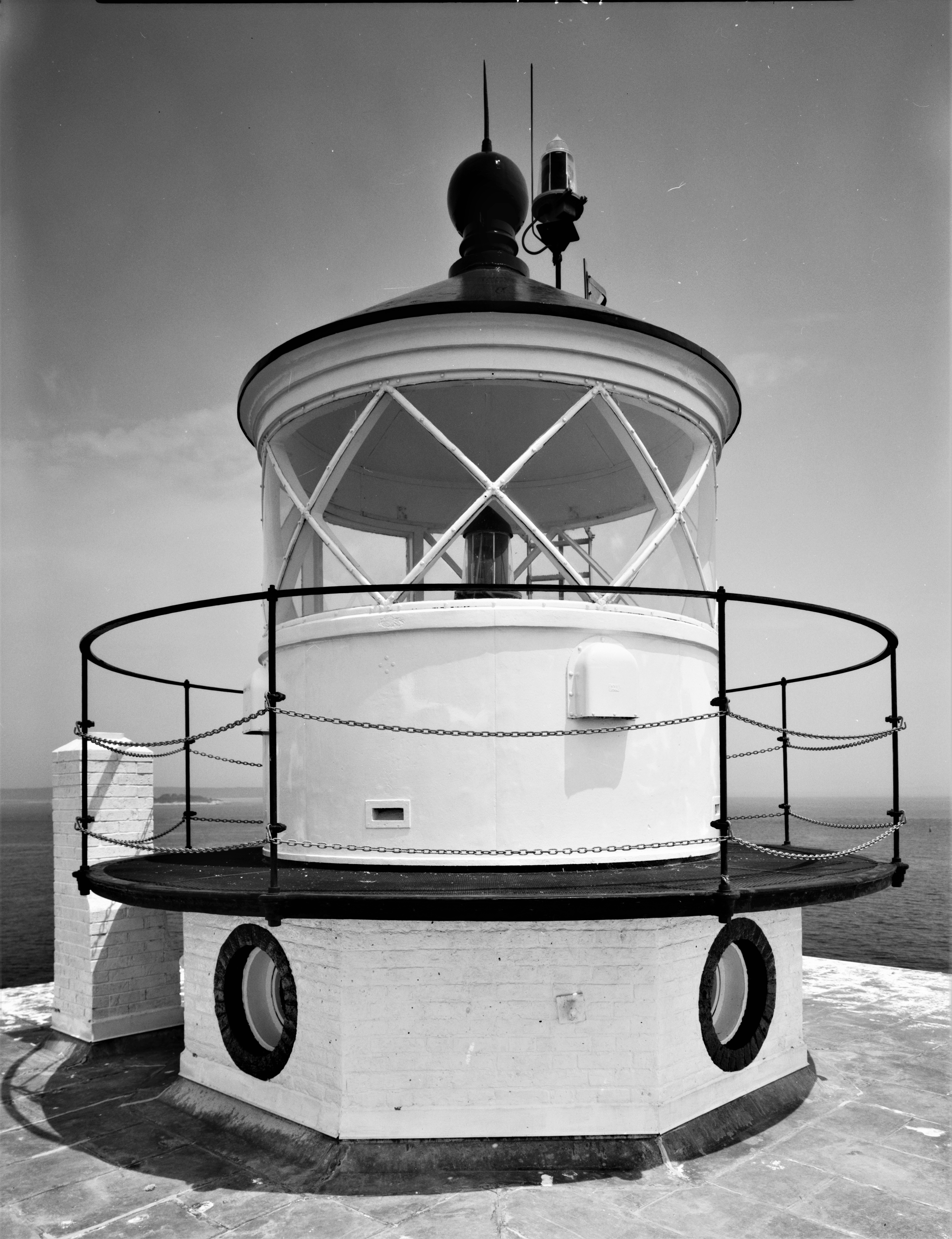
La luz del faro en 1997
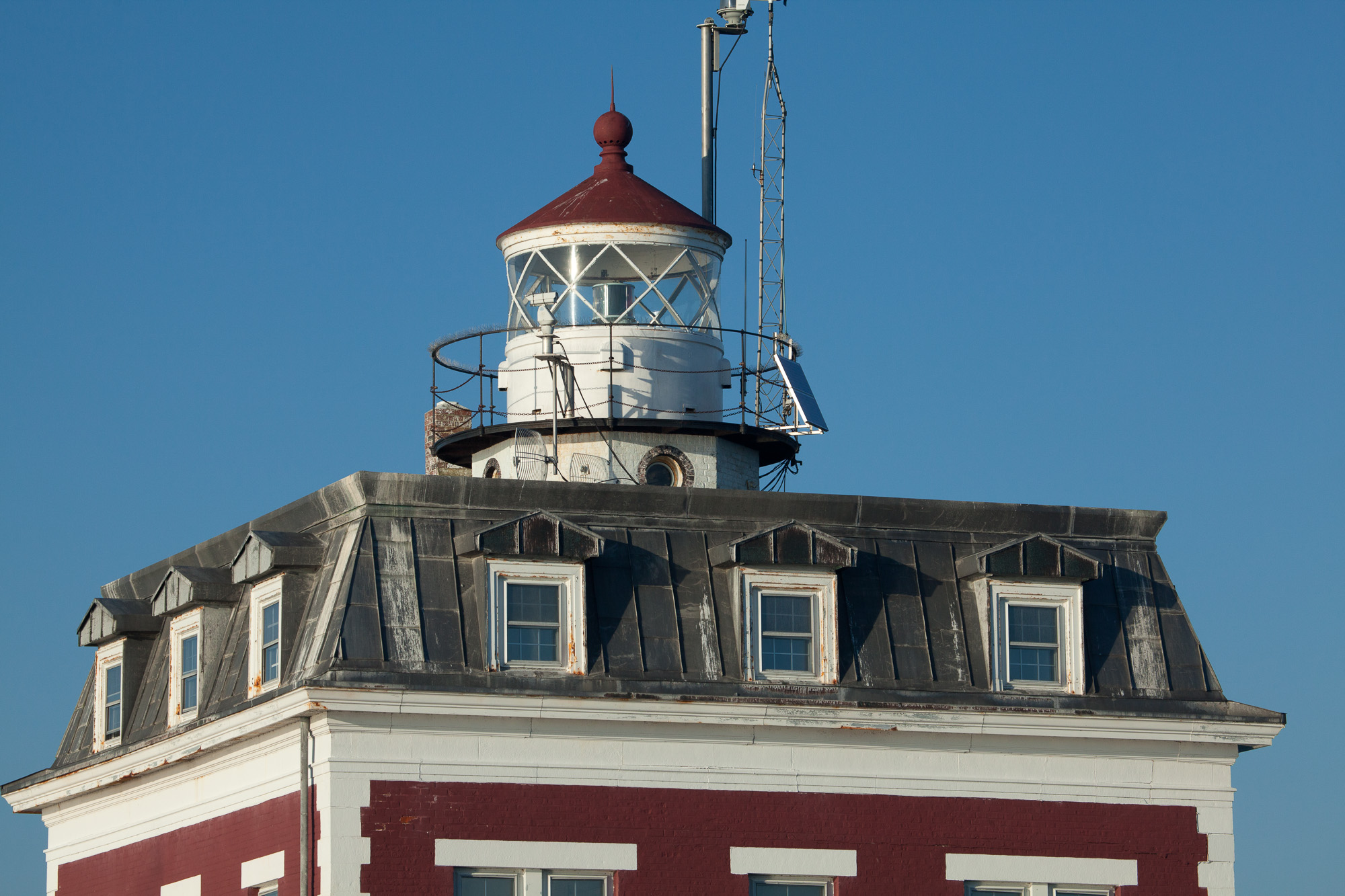
Tejado del faro en 2010